# Colle del Gran San Bernardo
Il Colle del Gran San Bernardo (Col du Grand Saint-Bernard in francese, Col di Gran Sèn Bernar in valdostano, Grosser St. Bernhard in tedesco) è un valico alpino delle Alpi Pennine, tra Italia e Svizzera, a quota 2.473 m s.l.m., all'interno delle Alpi del Grand Combin, ad est delle Alpi del Monte Bianco,  collegando l'italiana valle del Gran San Bernardo (Aosta) con la svizzera valle d'Entremont (Martigny), con la cima del passo posta in territorio svizzero.

## Storia

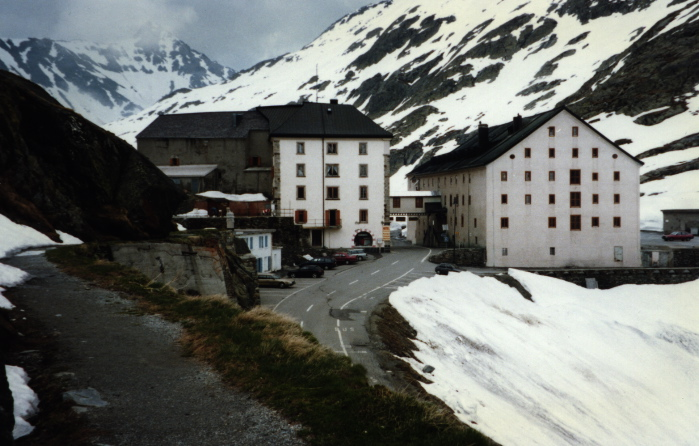
L'Ospizio nei pressi del colle.

Fin dai tempi dell'Impero romano, quando sul colle venne edificato il tempio dedicato a Giove Pennino, donde l'antico nome "Col de Mont Iuppiter", poi "Col de Mons Joux", il valico costituì un'importante via di comunicazione attraverso le Alpi.
Nell'area intorno al tempio romano sono stati scoperti degli edifici risalenti alla stessa epoca. Questi potrebbero essere delle aree di sosta (dette mutationes) che sorgevano lungo la via che conduceva oltre le Alpi 
Nel 1035, a opera di san Bernardo di Mentone, si costruì sul colle un ospizio (detto del Gran San Bernardo) gestito da una congregazione di canonici regolari, allo scopo di ricoverare, assistere e proteggere i numerosi pellegrini.
Il Colle del Gran San Bernardo è inserito storicamente nel tradizionale percorso della Via Francigena che proviene da Canterbury e procede verso Aosta per poi dirigersi verso Roma. 
Anche Napoleone Bonaparte, nel maggio 1800, attraversò il Gran San Bernardo durante la seconda campagna d'Italia. Superato con notevoli difficoltà il valico, il Primo console sboccò in pianura e sconfisse l'esercito austriaco nella battaglia di Marengo.

## Descrizione

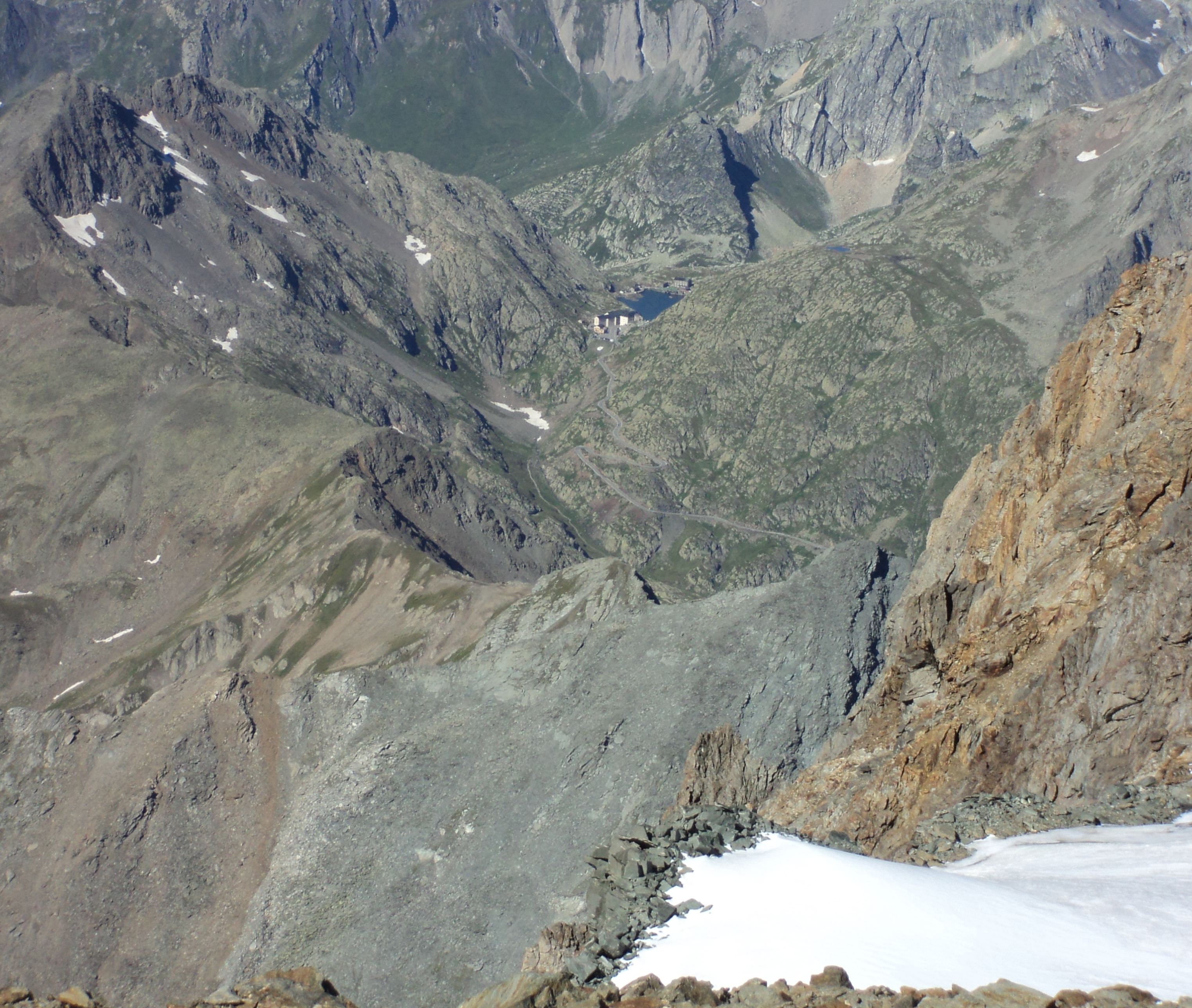
Il passo visto dalla vetta del monte Vélan.

Sul versante italiano, il valico è unito al fondovalle da una comoda strada che sale da Aosta (la statale n. 27), frequentata da mezzi pesanti.
Poco prima dell'abitato di Saint-Rhémy-en-Bosses la strada si sdoppia. Da un lato si entra in una strada protetta da paravalanghe che conduce al traforo, consentendo di attraversare il confine italo-svizzero in qualsiasi stagione. Dall'altra la strada ordinaria sale ripidamente per circa 15 km fino al colle, dal quale si può godere della vista di un piccolo lago, gelato fino a primavera inoltrata, e di panorami sulle montagne circostanti.
A causa della elevata quota, e di conseguenza del clima piuttosto rigido, il colle rimane chiuso da metà ottobre al 31 di maggio. Nel momento della riapertura solitamente devono ancora essere utilizzati i mezzi spazzaneve per liberare la strada. La Regione Autonoma Valle d'Aosta poco al di sotto del valico ha posizionato una stazione meteorologica che monitora la temperatura e la quantità di neve presente al suolo.
A partire almeno dal XVI secolo, i canonici dell'ospizio allevano grossi cani molossoidi, per la guardia e protezione dell'ospizio stesso dai non infrequenti malintenzionati (le cronache riportano numerosi episodi di brigantaggio) ma anche per numerosi altri impieghi, dal trasporto di piccoli carichi (latte, formaggi), alla fornitura di forza motrice (un dispositivo a mulino, azionato dai cani, muoveva l'enorme spiedo della cucina dell'ospizio). Ma l'impiego che li ha resi celebri nel mondo fu quello di ausiliari dei canonici nel tracciare la pista nella neve fresca, prevedere la caduta di valanghe e ritrovare i viaggiatori dispersi per il maltempo o addirittura sepolti dalle slavine. A partire dall'Ottocento, da questi cani si selezionò la razza oggi nota come Cane di San Bernardo, in particolare Barry.

### Escursionismo

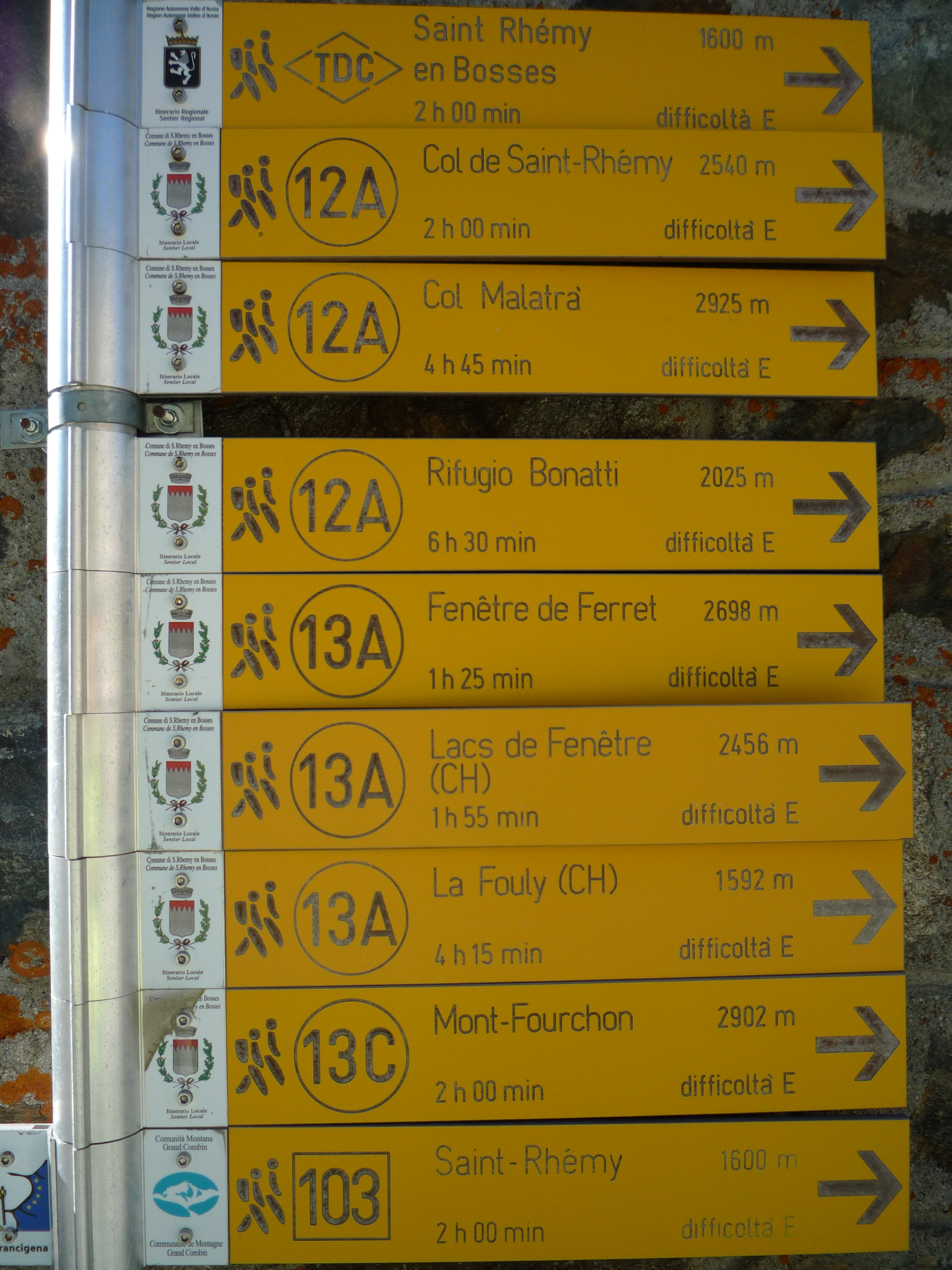
Pannello di passeggiata in estate.

Ci sono diverse passeggiate partendo dal colle del Gran San Bernardo:
- Rifugio Walter Bonatti 6h30
- Rifugio Frassati 3h30
- Saint-Rhémy-en-Bosses 2h00
- La Fouly 4h15

### Manifestazioni sportive
Dal 1920 al 1957 si è disputata la gara automobilistica "Aosta-Gran San Bernardo". È stata ripresa nel 2002.
È stato percorso dal Giro d'Italia 1963, nella tappa Leukerbad - Saint-Vincent, e dal Tour de France 2009, nella tappa Martigny - Bourg-Saint-Maurice. Fa parte del percorso della pedalata ecologica "Aosta - Gran San Bernardo".
Inserito in un primo momento come parte della 13ª tappa del Giro d'Italia 2023, in veste di Cima Coppi, fu rimosso dal percorso a causa di rischio slavine, e di conseguenza la Cima Coppi venne spostata sulle Tre Cime di Lavaredo, ultima salita della 19ª tappa.

#### Riferimenti letterari
Al Gran San Bernardo è ambientato l'inizio del romanzo Piccolo alpino di Salvator Gotta.
"L'oro di Sparta" di Clive Cussler vi ha parziale ambientazione.